# Trésor de Wonoboyo

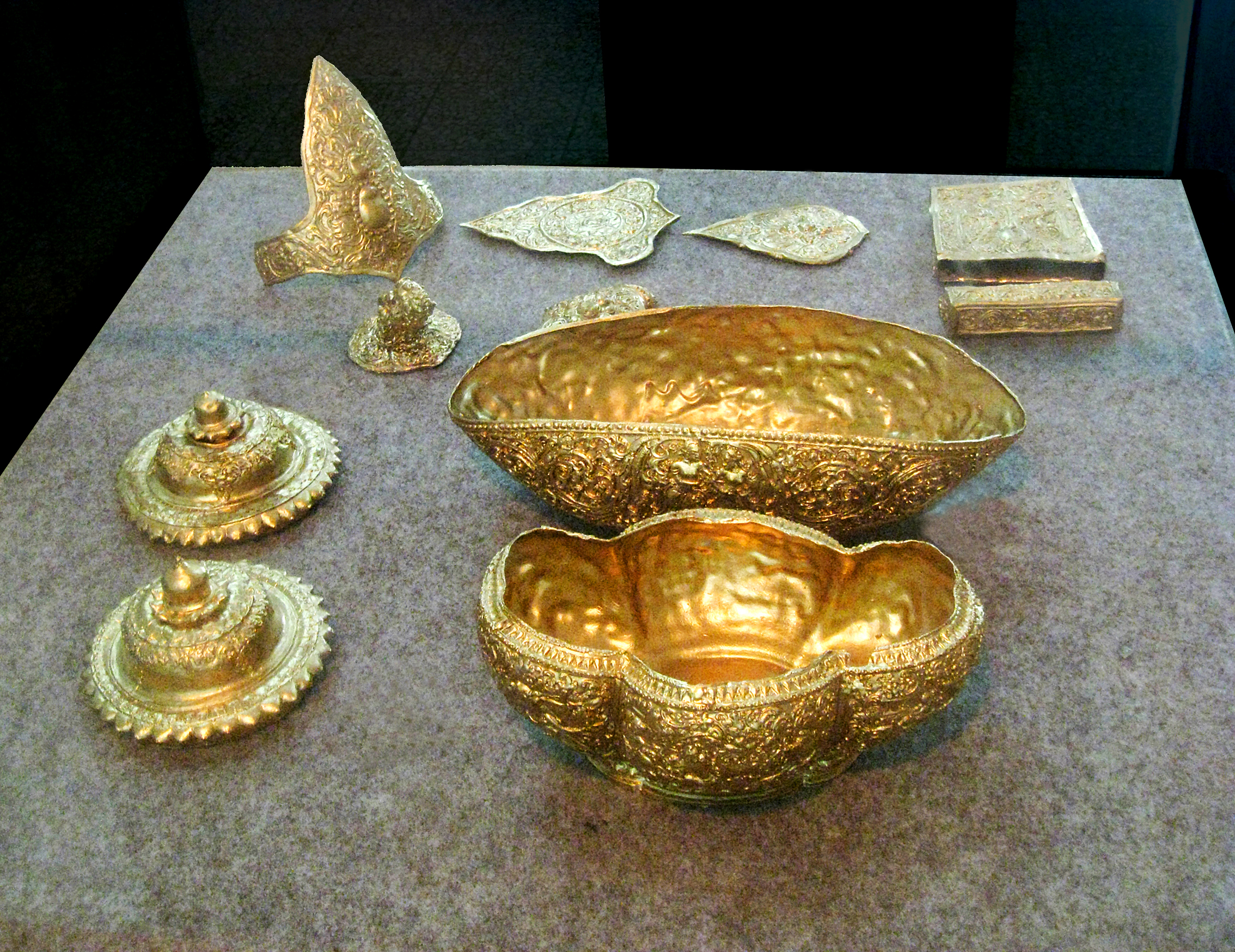
Répliques d'artefacts de Wonoboyo exposés au musée de Prambanan. Les pièces authentiques se trouvent au Musée national d'Indonésie à Jakarta.

Le trésor de Wonoboyo est une importante découverte d'artéfacts archéologiques en or et en argent datés du IXe siècle faite en 1990 à Java central en Indonésie près du temple de Prambanan,.

## La découverte
Le 17 octobre 1990 dans le hameau de Plosokuning, village de Wonoboyo, kabupaten de Klaten, Java central, M. Witomoharjo et cinq autres paysans labourent une rizière appartenant à Mme Cipto Suwarno dans le cadre d'un projet d'irrigation,. Alors qu'ils atteignent une profondeur de 2,5 mètres, Witomoharjo et ses compagnons heurtent quelque chose de dur qu'il croit être une pierre. Toutefois, après avoir creusé un peu plus profondément, ils déterrent trois grandes jarres de terracotta qui se trouvent contenir un nombre important de pièces et d'artéfacts en or. Ils déclarent leur découverte aux autorités villageoises, ce qui attire l'attention du ministère indonésien de la Culture et de l'Éducation.

## Le trésor
Le poids total du trésor est de 16,9 kilogrammes d'artéfacts de valeur, dont 14,9 kg en or et 2 kg en argent. Il consiste en plus de 1 000 objets cérémoniels, parmi lesquels :
- 1 bol en or bulbeux ciselé de scènes de l'épopée indienne du Ramayana;
- 1 bol en or ciselé, également avec des scènes du Ramayana;
- 6 couvercles en or;
- 3 rince-doigt en or;
- 1 plateau;
- 97 bracelets en or;
- 22 petits bols;
- 1 pipe;
- 1 grande jarre en terracotta de la dynastie Tang qui les contenait[1];
- 2 jarres plus petites:
- 11 anneaux d'or;
- 7 plats;
- 8 boucles d'oreilles en or;
- 1 sac à main en or;
- 1 poignée de kris ou plus probablement un ornement d'extrémité de parasol en or;
- des perles de verre;
- des pièces d'or en forme de grains de blé[1].

En plus de ces artéfacts, il y avait plus de 6 000 pièces d'or et d'argent.
Le trésor de Wonoboyo est exposé dans la Salle du Trésor du Musée national d'Indonésie à Jakarta. Des répliques sont exposées au musée du temple de Prambanan. Il a déjà été exposé en Australie.
Ce trésor est une des plus importantes découvertes archéologiques en Indonésie. Outre sa grande valeur financière, il donne une idée de la richesse, de l'économie, de l'art et de la culture du centre de Java au IXe siècle. The artifacts shows the intricate artworks, also displays the aesthetic and technical mastery of ancient Java goldsmith. Sur la face des pièces d'or est gravée l'inscription "ta", une abréviation de "tail" ou "tahil", une ancienne unité monétaire à Java. L'inscription "Saragi Diah Bunga" gravée sur un des artéfacts et écrite en kawi, le javanais de la période classique, est probablement le nom de la propriétaire. On pense que le trésor appartenait à une personne noble ou un membre de la famille royale. "Diah" est en effet un titre princier féminin.
On estime que le trésor date du règne du roi Balitung (899–911).